# Concerto (Gotkovsky)
Concerto pour grand orchestre d'harmonie is een compositie voor harmonieorkest van de Franse componiste Ida Gotkovsky.